# 과달루페 (누에보레온주)

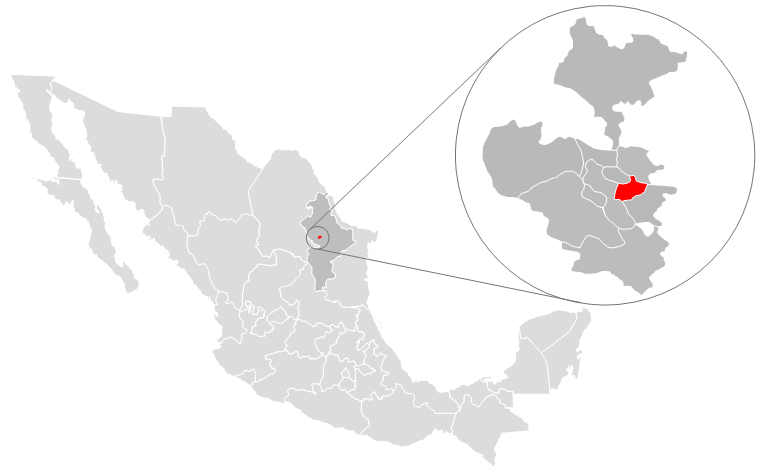
과달루페의 위치

과달루페(스페인어: Guadalupe)는 멕시코 누에보레온주에 위치한 도시로 면적은 151.3km2, 높이는 500m, 인구는 691,931명(2005년 기준)이다. 도시가 설립된 시기는 1716년 1월 4일이다. 몬테레이 도시권을 형성하는 도시 가운데 한 곳이다.